# PGC 3
PGC 3 je spiralna galaksija v ozvezdju Kita. Njen navidezni sij je 15,15m. Od Sonca je oddaljena približno 121 milijonov parsekov, oziroma 394,65 milijonov svetlobnih let.